# SC United Bantams
El SC United Bantams es un equipo de fútbol de los Estados Unidos que juega en la USL League Two, la cuarta liga de fútbol más importante del país.

## Historia
Fue fundado en el año 2010 en la ciudad de Greenwood, Carolina del Sur con el nombre Palmetto SC Bantams como uno de los equipo de expansión de la USL Premier Development League para la temporada 2012.
El equipo está relacionado con el Bradford City de Inglaterra, por lo que sus colores y uniforme son similares y su nombre actual lo utilizan desde la temporada 2014.

## Estadios
- Lander University: Jeff May Complex (Greenwood, South Carolina), 2012-
- Stone Stadium (Columbia, South Carolina), 2012-